# Ian Andrew Wallace
Ian Andrew Wallace (Glasgow, 23 maggio 1956) è un ex calciatore scozzese, di ruolo attaccante.